# Иво Кирков
Иво Кирков (роден 2013 г.) е българско дете актьор, участващо в ТВ сериала "Откраднат живот", испанската историческа поредица "El Corazón del Imperio", документалната поредица "Germany In" и др. Известен е с това, че се е научил да чете на 2-годишна възраст и е най-младият българин, член на МЕНСА.

## Биография[5]
Иво расте като умно, но по-затворено дете. На възраст около 1 година и 2 месеца започва да разпознава цифрите и буквите, научавайки ги сам от детските анимирани песнички, но тъй като все още не умее да говори може единствено да ги посочва, когато го попитат. След като навършва 2-годишна възраст малкият Иво, без специално насочени усилия, се научава да чете – първо по букви, а малко след това и семантично. Родителите на Иво смятат, че това е нещо нормално, но възпитателките му от детската градина обръщат внимание, че подобно умение на такава възраст е рядкост, което ги кара да качат клипче в интернет пространството как 2-годишният Иво срича. Видеото става “viral” и набира голяма популярност, което отключва поредица от статии в печатни и онлайн медии, интервюта за новините на националните телевизии и участие в сутрешния блок на Нова ТВ. Иво е с променливи интереси и скоро след това насочва вниманието си в други посоки – ребуси за малчугани, шах и пеене.

### Образование
През 2017 г. е приет в детската градина на смятаното за едно от най-добрите държавни училища в България - НУККЛИИЕК, по-известно като "Италиански лицей", основано през 1976 г. като училище за надарени деца и асоциирано към ЮНЕСКО. Три години по-късно Иво е приет на 4-то място в първи клас на същото училище, където е обучаван от д-р Илияна Ермолина.

### Актьорска кариера
Актьорската кариера на Иво Кирков започва през 2019 г. с малка роля в късометражния филм „Immersion” на Joseph Al-Ahmad. През 2020 г. получава първото си участие в комерсиална продукция – изиграва малкия Publius Claudius Pulcher в испанския исторически сериал “El Corazón del Imperio”. На края на последния снимачен ден по инициатива на режисьора Israel del Santo целият екип, актьорски състав и статисти, общо близо 100 души, аплодират малкия Иво. Оттогава актьорската му кариера се развива с бързи темпове. В същия месец Иво получава роля в най-успешния български сериал - „Откраднат живот“, излъчван по Нова телевизия, като сина на доц. Стефан Мазов (Моню Монев) и д-р Лора Хинова (Десислава Бакърджиева). Ден след първия излъчен епизод с негово участие фенове и журналисти успяват да направят връзката, че Иво Кирков, изиграл порасналия Стефко, всъщност е тъкмо онова дете, което се е научило да чете на 2-годишна възраст. Следва ново медийно внимание, представяйки Иво като новото попълнение в големия екип на сериала, с надежди да разширят бъдещото му участие - което за щастие скоро се случва. По-малко от месец след това Иво отново получава роля, този път в немската документална поредица “Germany In”.
Скоро Иво Кирков изиграва малкия Димитър Рачков на живо в "Забраненото шоу на Рачков" по случай международния ден на детето.
Към 2021 г. Иво Кирков ходи на училище и все още участва в заснемането на последния сезон на "Откраднат живот".

### Членство в Менса
През 2023 г. Иво Кирков става най-младият българин, член на МЕНСА - най-старата международна организация на хората с висок коефициент на интелигентност (IQ) в света. Постига това като издържа приемния тест без грешка, което му носи максималния възможен резултат - 99-и персентил.